# Tetragnatha maralba
Tetragnatha maralba är en spindelart som beskrevs av Roberts 1983. Tetragnatha maralba ingår i släktet sträckkäkspindlar, och familjen käkspindlar.
Artens utbredningsområde är Aldabra. Inga underarter finns listade i Catalogue of Life.